# 神栖市
神栖市（かみすし）は、茨城県の鹿行地域にある市。県の最東南端に位置し、千葉県と接する。海岸線一帯は鹿島臨海工業地帯となっている。2005年（平成17年）市制施行。

## 概要
隣接する鹿嶋市とともに鹿島臨海工業地帯を形成する。鹿嶋市・潮来市・鉾田市・行方市とともにJリーグ鹿島アントラーズFCのホームタウンである。
以前は農業と漁業が中心の「陸の孤島」と呼ばれた非常に貧しい地域であったが、1960年に始まった鹿島開発によって、掘込式人工港「鹿島港」を核に、鉄鋼・石油を中心とした重化学コンビナートが形成された。現在も工場立地企業からの税収が財政を支えている。このため、鹿嶋市との広域市町村合併構想については、自主財源の確保を理由の一つとして、反対であった。2024年度末には日本製鉄の高炉休止が予定されており、人口流出と地域経済の悪化が懸念されている。
神栖市は犯罪発生率が県内でも高く、刑法犯認知件数が多い市であるにもかかわらず、警察署が設置されていない市だったため、2017年に警察署が開署した。
波崎区域はアウトドアスポーツを観光の中心に据えており特にサッカー合宿が盛んである。
2003年には、有機ヒ素化合物で汚染された井戸水により、住民がヒ素中毒を起こした事件が各メディアで報道され全国的に知られるようになった。環境省は、2007年にこの原因が当初言われていた旧日本軍の化学兵器説ではなく、近年に不法投棄された産業廃棄物に含まれた有機ヒ素化合物による可能性が高いと結論づけた。なお、住民は2006年7月24日に公害等調整委員会に対して国・県の責任を認める裁定を下すよう申請を行った。同委員会は2012年5月11日に国に対する責任については棄却したが、県に対しては地下水汚染が判明してから健康被害が生じるまで住民周知等の措置を取らなかったことの責任を認める裁定を下した。

## 地理
東は太平洋（鹿島灘）に面し、南は利根川（常陸利根川）が流れる。かつては広大な面積の池「神之池（ごうのいけ）」があったが、現在は鹿島開発のため一部を残して大部分が埋め立てられている。
- 河川：利根川、常陸利根川、鰐川、掘割川
- 湖沼：霞ヶ浦（外浪逆浦）、神之池

### 隣接する自治体
- 茨城県
  - 鹿嶋市
  - 潮来市
- 千葉県
  - 銚子市
  - 香取市
  - 香取郡東庄町

## 歴史

### 年表

#### 市制施行以前
- 1953年（昭和28年）5月18日 - 国道124号が制定。
- 1955年（昭和30年）3月1日 - 息栖村、軽野村が合併、神之池と息栖神社から新村名を「神栖村」とする。
- 1963年（昭和38年）5月 - 常陸川水門が竣工。
- 1970年（昭和45年）1月1日 - 神栖村が町制施行改称し神栖町となる。
- 1970年（昭和45年）7月21日 - 鹿島臨港線（貨物線）が開業。
- 1971年（昭和46年）
  - 1月 - 利根川河口堰が竣工。
  - 3月 - 鹿島火力発電所の1号機が運転開始。
- 1977年（昭和52年）3月1日 - 防災行政無線運用開始。
- 1981年（昭和56年）5月26日 - 神栖町文化センター（現・神栖市文化センター）が開館。
- 1985年（昭和60年）8月1日 - 新町名として知手中央7丁目 - 10丁目（旧・知手、横瀬、奥野谷の各一部）を設定[5]。
- 1993年（平成5年） - 土地区画整理事業に伴い、住居表示区域に深芝南1丁目 - 3丁目（旧・大字深芝）を設定[6]。

#### 市制施行以後
- 2005年（平成17年）
  - 8月1日 - 神栖町が鹿島郡波崎町を編入、同日、市制施行し神栖市が発足。
  - 11月6日 - 神栖市長選で新人の保立一男が前職の岡野敬四郎を破って当選。
- 2013年（平成25年）
  - 11月10日 - 神栖市長選で現職の保立一男が無所属新人の野口あつしを破って当選。[7]
- 2014年（平成26年）
  - 6月1日 - 旧建設省土木研究所鹿島試験所跡地に神栖中央公園オープン。
- 2017年（平成29年）
  - 11月19日 - 神栖市長選で新人の石田進が当選。[8]
- 2019年（令和元年） - かみす防災アリーナオープン。
- 2021年（令和3年)
  - 11月7日 - 神栖市長選で現職の石田進が当選。[9]

### 行政区域変遷
- 変遷の年表

| 神栖市市域の変遷（年表） | 神栖市市域の変遷（年表） | 神栖市市域の変遷（年表） |
| 年                       | 月日                     | 現神栖市市域に関連する行政区域変遷 |
| ------------------------ | ------------------------ | --- |
| 1889年（明治22年）       | 4月1日                   | 町村制施行に伴い、以下の町村がそれぞれ発足。 - 鹿島郡 - 中島村（なかじま-） ← 息栖村・居切村・深芝村・平泉村・下幡木村 - 軽野村 ← 木崎村・高浜村・石神村・田畑村・溝口村・柴崎村・萩原村・知手村・奥野谷村・日川村 - 東下村（とうしも-） ← 東下村単独で村制施行 - 矢田部村 ← 矢田部村単独で村制施行 - 若松村 ← 柳川新田・須田新田・太田新田 |
| 1925年（大正14年）       | 1月1日                   | 中島村が改称し息栖村になる。 |
| 1928年（昭和3年）        | 1月1日                   | 東下村が町制施行改称し波崎町になる。 |
| 1955年（昭和30年）       | 2月15日                  | 波崎町は矢田部村を編入。 |
| 1955年（昭和30年）       | 3月1日                   | 息栖村・軽野村が合併し、神栖村が発足。 |
| 1956年（昭和31年）       | 2月15日                  | 波崎町は若松村の大半（太田新田の一部を除く）を編入。 |
| 1970年（昭和45年）       | 1月1日                   | 神栖村は町制施行し神栖町となる。 |
| 1980年（昭和55年）       |                          | 神栖町と波崎町の境界が一部変更。 - 神栖町の一部（日川の一部）を波崎町に編入。 - 波崎町の一部（柳川の一部）を神栖町に編入。 |
| 2005年（平成17年）       | 8月1日                   | 神栖町は波崎町を編入。同日、神栖町は市制施行し神栖市となる。 |

- 変遷表

|  | 息栖村   | 中島村   | 大正14年1月1日 息栖村に改称    | 昭和30年3月1日 神栖村        | 昭和45年1月1日 町制 | 平成17年8月1日 市制         | 神栖市 |
|  | 居切村   | 中島村   | 大正14年1月1日 息栖村に改称    | 昭和30年3月1日 神栖村        | 昭和45年1月1日 町制 | 平成17年8月1日 市制         | 神栖市 |
|  | 深芝村   | 中島村   | 大正14年1月1日 息栖村に改称    | 昭和30年3月1日 神栖村        | 昭和45年1月1日 町制 | 平成17年8月1日 市制         | 神栖市 |
|  | 平泉村   | 中島村   | 大正14年1月1日 息栖村に改称    | 昭和30年3月1日 神栖村        | 昭和45年1月1日 町制 | 平成17年8月1日 市制         | 神栖市 |
|  | 下幡木村 | 中島村   | 大正14年1月1日 息栖村に改称    | 昭和30年3月1日 神栖村        | 昭和45年1月1日 町制 | 平成17年8月1日 市制         | 神栖市 |
|  | 木崎村   | 軽野村   | 軽野村                         | 昭和30年3月1日 神栖村        | 昭和45年1月1日 町制 | 平成17年8月1日 市制         | 神栖市 |
|  | 高浜村   | 軽野村   | 軽野村                         | 昭和30年3月1日 神栖村        | 昭和45年1月1日 町制 | 平成17年8月1日 市制         | 神栖市 |
|  | 田畑村   | 軽野村   | 軽野村                         | 昭和30年3月1日 神栖村        | 昭和45年1月1日 町制 | 平成17年8月1日 市制         | 神栖市 |
|  | 溝口村   | 軽野村   | 軽野村                         | 昭和30年3月1日 神栖村        | 昭和45年1月1日 町制 | 平成17年8月1日 市制         | 神栖市 |
|  | 芝崎村   | 軽野村   | 軽野村                         | 昭和30年3月1日 神栖村        | 昭和45年1月1日 町制 | 平成17年8月1日 市制         | 神栖市 |
|  | 萩原村   | 軽野村   | 軽野村                         | 昭和30年3月1日 神栖村        | 昭和45年1月1日 町制 | 平成17年8月1日 市制         | 神栖市 |
|  | 神田村   | 軽野村   | 軽野村                         | 昭和30年3月1日 神栖村        | 昭和45年1月1日 町制 | 平成17年8月1日 市制         | 神栖市 |
|  | 知手村   | 軽野村   | 軽野村                         | 昭和30年3月1日 神栖村        | 昭和45年1月1日 町制 | 平成17年8月1日 市制         | 神栖市 |
|  | 奥野谷村 | 軽野村   | 軽野村                         | 昭和30年3月1日 神栖村        | 昭和45年1月1日 町制 | 平成17年8月1日 市制         | 神栖市 |
|  | 日川村   | 軽野村   | 軽野村                         | 昭和30年3月1日 神栖村        | 昭和45年1月1日 町制 | 平成17年8月1日 市制         | 神栖市 |
|  | 太田新田 | 若松村   | 若松村                         | 昭和31年2月15日 神栖村に編入 | 昭和45年1月1日 町制 | 平成17年8月1日 市制         | 神栖市 |
|  | 太田新田 | 若松村   | 若松村                         | 昭和31年2月15日 波崎町に編入 | 波崎町              | 平成17年8月1日 神栖町に編入 | 神栖市 |
|  | 柳川新田 | 若松村   | 若松村                         | 昭和31年2月15日 波崎町に編入 | 波崎町              | 平成17年8月1日 神栖町に編入 | 神栖市 |
|  | 須田新田 | 若松村   | 若松村                         | 昭和31年2月15日 波崎町に編入 | 波崎町              | 平成17年8月1日 神栖町に編入 | 神栖市 |
|  | 東下村   | 東下村   | 昭和3年1月1日 波崎町に町制改称 | 波崎町                       | 波崎町              | 平成17年8月1日 神栖町に編入 | 神栖市 |
|  | 矢田部村 | 矢田部村 | 矢田部村                       | 昭和30年2月15日 波崎町に編入 | 波崎町              | 平成17年8月1日 神栖町に編入 | 神栖市 |

## 人口
市外への転出増加、少子化の深刻化により、近年の人口は伸び悩んでいる。
| |                                        |  |
| 神栖市と全国の年齢別人口分布（2005年） | 神栖市の年齢・男女別人口分布（2005年） |  |
| ■紫色 ― 神栖市 ■緑色 ― 日本全国 | ■青色 ― 男性 ■赤色 ― 女性              |  |
| 神栖市（に相当する地域）の人口の推移 \| 1970年（昭和45年） \| 49,360人 \| \| \| 1975年（昭和50年） \| 62,690人 \| \| \| 1980年（昭和55年） \| 67,364人 \| \| \| 1985年（昭和60年） \| 72,533人 \| \| \| 1990年（平成2年） \| 77,596人 \| \| \| 1995年（平成7年） \| 83,171人 \| \| \| 2000年（平成12年） \| 87,626人 \| \| \| 2005年（平成17年） \| 91,867人 \| \| \| 2010年（平成22年） \| 94,795人 \| \| \| 2015年（平成27年） \| 94,522人 \| \| \| 2020年（令和2年） \| 95,454人 \| \| |                                        |  |
| 総務省統計局 国勢調査より |                                        |  |
| 1970年（昭和45年） | 49,360人                               |  |
| 1975年（昭和50年） | 62,690人                               |  |
| 1980年（昭和55年） | 67,364人                               |  |
| 1985年（昭和60年） | 72,533人                               |  |
| 1990年（平成2年） | 77,596人                               |  |
| 1995年（平成7年） | 83,171人                               |  |
| 2000年（平成12年） | 87,626人                               |  |
| 2005年（平成17年） | 91,867人                               |  |
| 2010年（平成22年） | 94,795人                               |  |
| 2015年（平成27年） | 94,522人                               |  |
| 2020年（令和2年） | 95,454人                               |  |

2024年4月末日現在93,909人、うち外国人住民3038人。

## 行政

### 市長
- 初代：岡野敬四郎（2005年8月1日 - 2005年12月5日）
- 2代-4代：保立一男（2005年12月6日 - 2017年12月5日、3期）
- 5代：石田進（2017年12月6日就任 2期目）

| 当落 | 得票数 | 候補者     | 党派   | 市長歴 |
| ---- | ------ | ---------- | ------ | ------ |
| 当   | 26,360 | 保立一男   | 無所属 | 新     |
|      | 20,108 | 岡野敬四郎 | 無所属 | 現     |

| 当落 | 得票数 | 候補者     | 党派   | 市長歴 |
| ---- | ------ | ---------- | ------ | ------ |
| 当   | 28,290 | 保立一男   | 無所属 | 現     |
|      | 17,810 | 村田康博   | 無所属 | 新     |
|      | 2,246  | 野口あつし | 無所属 | 新     |

### 国の行政機関
- 国土交通省
  - 海上保安庁第三管区海上保安本部鹿島海上保安署
  - 関東地方整備局霞ヶ浦河川事務所波崎出張所
  - 関東運輸局茨城運輸支局鹿島海事事務所

※ナンバープレート:水戸
- 財務省
  - 横浜税関鹿島税関支署
- 厚生労働省
  - 東京検疫所鹿島出張所
- 農林水産省
  - 横浜植物防疫所東京支所鹿島出張所
- 独立行政法人
  - 水産総合研究センター水産工学研究所

※過去には法務省東京入国管理局鹿島港出張所が存在したが水戸出張所に統合された。

### 県の行政機関
- 茨城県農林水産部農業総合センター鹿島地帯特産指導所
- 茨城県土木部鹿島港湾事務所
- 茨城県土木部鹿島下水道事務所

### 警察
- 神栖警察署
- 自動車警ら隊 神栖分駐隊

| 交番       | 自治体 | 所在地   |
| ---------- | ------ | -------- |
| 神之池地区 | 神栖市 | 木崎     |
| 知手浜     | 神栖市 | 知手中央 |
| 土合地区   | 神栖市 | 土合本町 |
| 波崎       | 神栖市 | 波崎     |
| 水上警備   | 神栖市 | 東深芝   |

### 消防
- 鹿島地方事務組合消防本部(神栖市・鹿嶋市を管轄)

神栖消防署・鹿島港消防署・
波崎消防署・土合分署

## 議会

### 市議会
- 定数：23人
- 任期：2024年3月1日 - 2028年2月29日

### 県議会
- 選挙区：神栖市選挙区
- 定数：2人
- 任期：2023年1月8日 - 2027年1月7日
- 投票日：2022年12月11日
- 当日有権者数：77,042人
- 投票率：38.57％

| 候補者名 | 当落 | 年齢 | 所属党派   | 新旧別 | 得票数   |
| -------- | ---- | ---- | ---------- | ------ | -------- |
| 秋嘉一   | 当   | 43   | 無所属     | 新     | 10,437票 |
| 村田康成 | 当   | 45   | 自由民主党 | 現     | 10,037票 |
| 西條昌良 | 落   | 68   | 自由民主党 | 現     | 8,917票  |

### 衆議院
- 選挙区：茨城2区（水戸市（旧内原町域）、笠間市（旧友部町・岩間町域）、鹿嶋市、潮来市、神栖市、行方市、鉾田市、小美玉市（旧美野里町・小川町域）、東茨城郡（茨城町・大洗町））
- 任期：2021年10月31日 - 2025年10月30日
- 当日有権者数：355,390人
- 投票率：49.80％

| 当落 | 候補者名   | 年齢 | 所属党派   | 新旧別 | 得票数    | 重複 |
| ---- | ---------- | ---- | ---------- | ------ | --------- | ---- |
| 当   | 額賀福志郎 | 77   | 自由民主党 | 前     | 110,831票 |      |
|      | 藤田幸久   | 71   | 立憲民主党 | 元     | 61,103票  | ○    |

## 産業

### 農業
- なめがたしおさい農業協同組合 - 蔬菜販売高県内一、全国でも有数を誇る大型農協の本店（金融共済本部）が所在しており、市内ではとりわけピーマンの生産が盛ん。生産量、作付け面積ともに日本一を誇る[14][15]。

### 工業

#### 神栖市に工場を立地している企業
- AGC（旧:旭硝子）
- 鹿島電解
- ADEKA（旧:旭電化工業）
- エーザイ（旧:エーザイ化学）
- 花王
- 鹿島石油
- 鹿島ポリマー
- カネカ
- ケイミュー（旧:クボタ松下電工外装）
- クラレ
- 三洋化成工業
- JSR
- 昭和産業
- 信越化学工業
- 日本製鉄
- 全酪連
- ダイキン工業
- DIC（旧:大日本インキ化学工業）
- フィード・ワン（旧:協同飼料）
- 明治飼糧
- 平成飼料
- 鹿島飼料
- 日清丸紅飼料
- ジャパンフィード（旧:日本配合飼料）
- 高砂香料工業
- タカラスタンダード
- 中国木材
- 中部飼料
- JERA - 鹿島火力発電所
- トクヤマ
- NSファーファ・ジャパン（旧:ニッサン石鹸）
- 日本農薬
- 日本メクトロン
- レゾナック（旧:日立化成）
- 沢井製薬（田辺三菱製薬工場より譲渡）
- 三菱ケミカル（旧:三菱化学）
- 三菱ガス化学
- 中央化学
- ユポ・コーポレーション
- 雪印種苗
- JA東日本くみあい飼料
- 全農サイロ
- 清水港飼料
- 関東グレーンターミナル
- ライオンケミカル
- 日本水産
- クラレ

### 漁業
- 波崎漁港 - イワシ陸揚げ量 日本第2位
- 太田漁港

### 商業

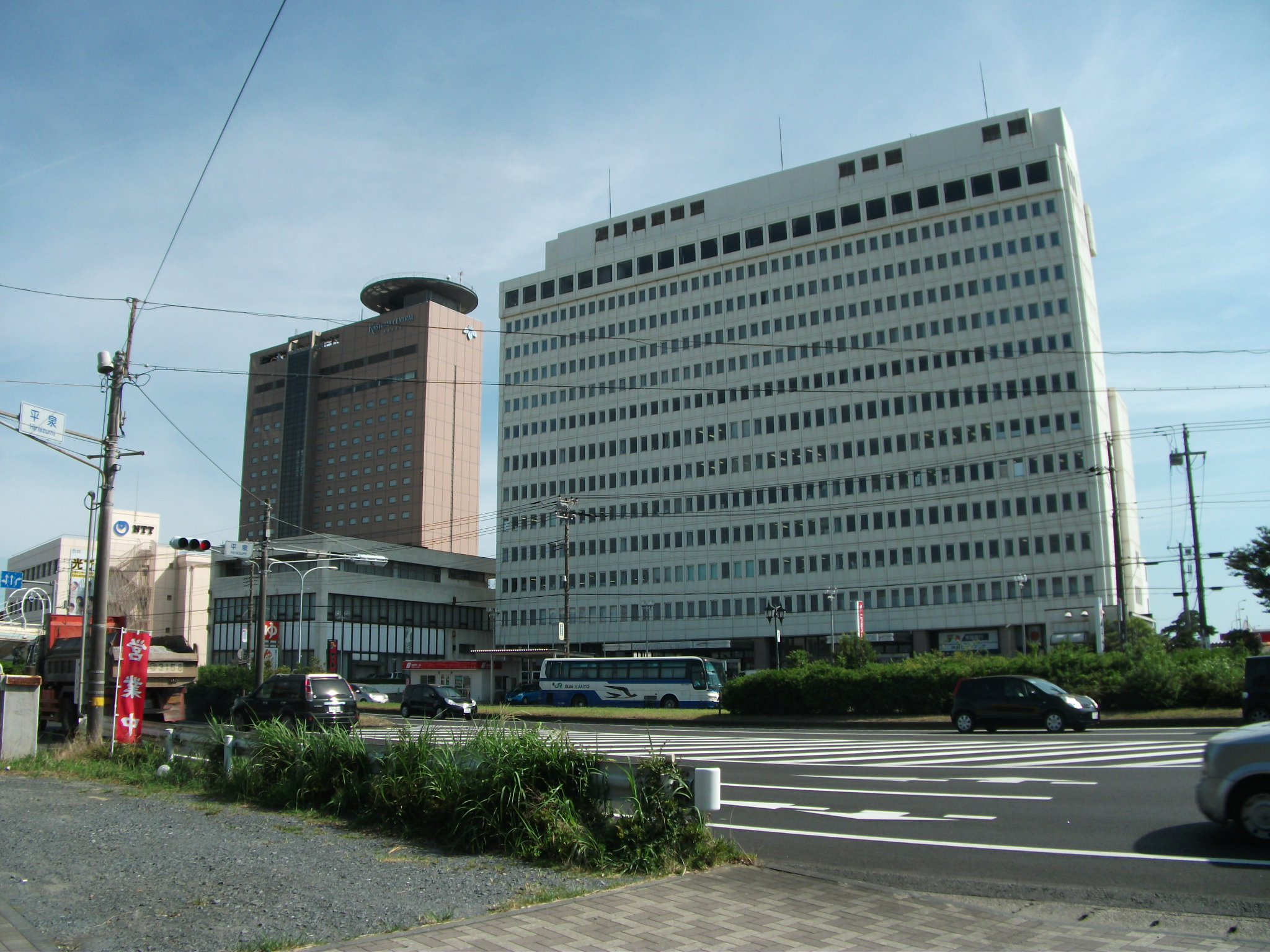
鹿島セントラルホテル

神栖市内の商業地域は国道124号沿いを中心に広がっている。鹿島セントラルホテルやアトンパレスホテルといった宿泊施設のほかショッピングセンターなどのロードサイド店舗が立地している。

#### 市内に本社を置く企業
- タイヨー - 茨城・千葉・東京に店舗を展開するスーパーマーケット。
- 常総開発工業 - 建設会社
- 三国屋建設 - 建設会社
- 鹿島南共同発電
- 泉ハウジング
- ウインド・パワー・いばらき

## 地域

### 教育

#### 小学校
- 息栖小学校
- 軽野小学校
- 軽野東小学校
- 大野原小学校
- 横瀬小学校
- 大野原西小学校
- 深芝小学校
- 波崎小学校
- 波崎西小学校
- 植松小学校
- やたべ土合小学校
- 太田小学校
- 須田小学校
- 柳川小学校

#### 中学校
- 神栖第一中学校
- 神栖第二中学校
- 神栖第三中学校
- 神栖第四中学校
- 波崎第一中学校
- 波崎第二中学校
- 波崎第三中学校
- 波崎第四中学校

#### 高等学校
公立高校
- 茨城県立神栖高等学校
- 茨城県立波崎高等学校
- 茨城県立波崎柳川高等学校

中等教育学校
本市には存在しないが、隣接する鹿嶋市にある私立清真学園高等学校・中学校に通学する生徒も少なくない。

## 姉妹都市・提携都市

### 海外
- ユーリカ市（Eureka, California, アメリカ合衆国カリフォルニア州）
  - 1991年に姉妹都市提携。

## 交通

### 鉄道
■鹿島臨海鉄道
□鹿島臨港線（貨物線）
神栖駅 - 奥野谷浜駅
- 市内にJR線からの貨物輸送、鹿島臨海鉄道の車庫へ行く線路はあるが旅客駅はない。神栖町時代の1978年（昭和53年）から1983年（昭和58年）にかけては鹿島臨港線で旅客輸送を行っていた。
最寄りの旅客駅は、鹿嶋市にある鹿島神宮駅、隣接する千葉県香取市から銚子市のJR成田線小見川駅 - 銚子駅間となる。

### バス
神栖市内のバス路線には、都心方面を結ぶ高速バスと、路線バスは、隣の鹿嶋市（鹿島神宮駅）と銚子市（銚子駅）を結ぶ路線と波崎海水浴場へ向かう便がある。
また、2018年より、市内中心で運行している「神栖市コミュニティバス」が運行されている。

#### 高速バス
はさき号・かしま号を始め、東関東自動車道を経由する複数の路線が運行され、東京駅、羽田空港、海浜幕張駅、東京ディズニーリゾート、お台場地区などと結ばれている。

停留所のある鹿島セントラルホテルが市内の交通拠点の役割を持っている。全路線とも、鹿島神宮駅・波崎総合庁舎～水郷潮来バスターミナル間の途中乗降は出来ない。
- 東京駅 ⇔ 鹿島神宮駅、カシマサッカースタジアム
  - かしま号（JRバス関東・関東鉄道・京成バス）
- 東京駅 ⇔ 波崎総合庁舎
  - はさき号（関東鉄道）
- 海浜幕張駅・東京ディズニーリゾート・東京テレポート駅 ⇔ 鹿島神宮駅
  - 鹿島－TDR・東京テレポート線（関東鉄道）
- 羽田空港 ⇔ 鹿島神宮駅
  - 鹿島－羽田空港線（関東鉄道）

#### 路線バス
全路線とも、関東鉄道潮来営業所・波崎車庫が運行している。
利根川線 （日川バス停から、銚子大橋まで利根川沿線のルートを走行。）
鹿島神宮駅 - （この区間は鹿嶋市） - 鹿島セントラルホテル - 神栖市役所 - 池ノ端 - 日川 - 太田 - 寺前 - 矢田部公民館 - 関鉄波崎車庫 - 波崎総合支所 - 銚子駅
海岸線 （知手入口バス停から、銚子大橋の手前まで海岸沿いのルートを走行。）
鹿島神宮駅 - （この区間は鹿嶋市） - 鹿島セントラルホテル - 神栖市役所 - 池ノ端 - 神栖済生会病院 - 知手入口 - 柳川上 - ゆーぽーとはさき - 植松 - 土合ヶ原東電社宅前 - 労災病院 - 舎利 - 銚子駅
波崎海水浴場線 （一部便は、波崎車庫発着。）
波崎海水浴場 - 新港 - 波崎中央 - 銚子駅

#### 神栖市コミュニティバス
2018年11月1日に実証実験を兼ねての運行開始。当初は、1系統・2系統のみの運行で、2020年10月より、3系統・4系統が追加された。

2021年3月末までの実証実験を経て、2021年4月より、本格運行を開始した。全路線とも、関東鉄道に運行を委託。
- 1系統 （平泉関下 - 鹿島セントラルホテル - 息栖稲荷 - 小見川駅）
- 2系統 （息栖神社 - 白十字総合病院 - 平泉関下 - 鹿島セントラルホテル - 神栖市役所 - 奥ノ谷公民館 - 神栖済生会病院 - 知手団地入口 - ふれあいセンター湯楽々）
- 3系統 （鹿島神宮駅 - チェリオ・イオン前 - 平泉関下 - 鹿島セントラルホテル - 息栖稲荷 - 小見川駅）
- 4系統 （神栖済生会病院 - うずもコミュニティセンター - 知手南部団地 - 奥ノ谷南 - 利根川水門前 - 下総橘駅）

なお、神栖市での「コミュニティバス」は、以前に、波崎車庫が運行していた「タウンストリーム」以来となり、約10年半ぶりに復活した。

### 道路
- 一般国道
  - 国道124号 （茨城県水戸市〜千葉県銚子市。茨城県境〜千葉県境間は、銚子大橋を渡る。）
- 主要地方道
  - 茨城県道50号水戸神栖線
  - 茨城県道44号成田小見川鹿島港線
- 一般県道
  - 茨城県道117号深芝浜波崎線
  - 茨城県道198号銚子波崎線
  - 茨城県道239号粟生木崎線
  - 茨城県道240号奥野谷知手線
  - 茨城県道241号須田奥野谷線
  - 茨城県道256号鹿島港潮来インター線
  - 茨城県道258号波崎港線
  - 茨城県道260号谷原息栖東庄線
- 市道
  - 市道1-9号線（通称・シーサイド道路）[16][17]
- 有料道路
  - 銚子新大橋有料道路（利根かもめ大橋）
- 高速道路
  - 東関東自動車道潮来インターチェンジ（IC）（潮来市、最寄り）

### 港湾
- 鹿島港（重要港湾）
- 軽野港
- 波崎港

## 施設

### ホール・コミュニティセンター
- 神栖市文化センター
- かみす防災アリーナ
- 大野原コミュニティセンター
- うずもコミュニティセンター
- 平泉コミュニティセンター
- 波崎東ふれあいセンター（市立波崎東小学校跡地に新設）

### 図書館
- 神栖市立図書館
  - 中央図書館
  - うずも図書館

### 博物館・資料館
- 歴史民俗資料館（大野原)
- 池沢早人師サーキットの狼MUSEUM（息栖) - 「サーキットの狼」の作者である池沢早人師（池沢さとし）が、『サーキットの狼』に登場したスーパーカーを中心とした実車を展示している資料館。

### 公園
- 神之池緑地公園
- 港公園 - 展望塔から鹿島港と鹿島灘を一望できる。
- 神栖中央公園

### スポーツ施設
- 神栖市矢田部サッカー場
- かみす防災アリーナ
- 神栖海浜公園
- 神栖海浜球場
- 神栖海浜温水プール
- 若松運動場
- 神栖市武道館

### 医療
- 神栖市内には、いくつかの診療所・クリニックが所在するが、神栖済生会病院・白十字総合病院は、神栖市内の主な医療機関となる。
  - 神栖済生会病院
  - 白十字総合病院

## 観光・文化

### 寺社
- 息栖神社 - 鹿島神宮、香取神宮とともに東国三社の一つ。
- 神善寺 - 境内に波崎の大タブがある。
- 長照寺 - おめこ祭りで知られる。
- 星福寺 ‐ 日本に養蚕を伝えたとされる「金色姫伝説」がある[18]。

### 観光地
- 港公園
- 1000人画廊
- 波崎砂丘
- シーサイドパーク - 風力発電（波崎ウインドファーム）を行う巨大プロペラ風車が数多くある。
- 神之池 - 鹿島開発によってほとんどが埋め立てられたが、現存部分周辺は緑地公園となっていてウォーキングコースなどがある。
- 日川浜海水浴場
- 波崎海水浴場
- 舎利浜 ‐ 虚舟の到着地とされる[18]

### 祭事
- 波崎のはね太鼓[19]
- かみす舞っちゃげ祭り - 毎年9月に土日2日間で開催。神栖中央公園を舞台に全国から踊り子が集まる、よさこいとダンスの祭典。かみす舞っちゃげ祭り実行委員会主催[20]。

## 出身者

### 芸能
- エド・はるみ - お笑い芸人。旧波崎町出身。
- 城之内早苗 - 元アイドル。おニャン子クラブ元メンバーで、現在は演歌歌手。旧神栖町出身。
- 須之内美帆子 - タレント。旧波崎町出身。
- 内藤洋子 - アイドル、女優。
- 森山沙月 - モデル。

### 漫画家
- 古谷三敏 - 漫画家。旧神栖町出身

### スポーツ選手
- 石神直哉 - 元サッカー選手。FCマルヤス岡崎所属。旧神栖町出身
- 石川大地 - サッカー選手。ジェフユナイテッド千葉所属
- 澤口雅彦 - 元サッカー選手。ファジアーノ岡山所属
- 小泉勇人 - 元サッカー選手。旧神栖町出身
- 岩瀬浩介 - 元サッカー選手。旧神栖町出身、神栖クラブOB。現ブラウブリッツ秋田の取締役社長
- 松島竜太 - 元サッカー選手。旧波崎町出身
- 山本拓弥 - 元サッカー選手。旧波崎町出身
- 山本啓人 - 元サッカー選手。旧波崎町出身
- 長谷川昌幸 - 元プロ野球選手。旧波崎町出身
- 銚子利夫 - 元プロ野球選手。旧波崎町出身
- つくし - 元プロレスラー。アイスリボン所属
- 神雷龍之助 - 元力士。
- 海老悠 - 元プロ野球選手。

### その他
- 野村三四郎 - 明治期の大蔵官僚で後に田中鉱山の監査役。旧鹿島郡若松村出身
- 山本懸蔵 - 労働運動家・戦前期の日本共産党党員。旧波崎町出身
- 加藤レイズナ - フリーライター。

## 神栖PR大使
2020年度より、神栖市の魅力を全国にアピールすると共に市の知名度とイメージアップを図るため、地元出身者や神栖にゆかりのある著名人をPR大使として起用。2020年の初年度には5名、2年目の2021年度には1名を加え、計6名が務めている。
2020年（初年度）
- オスペンギン - 吉本興業所属のお笑いコンビで「茨城県住みます芸人」として活躍。メンバーの山中崇敬は、神栖市出身。
- 信太美月 - 東京・表参道にあるカフェLATTESTの店長・バリスタ・モデルとしても活躍。神栖市出身。
- 安松青葉 - オリンピック強化指定のトライアスロン選手、神栖市出身。
- 柳家三之助 - 噺家。出身は「千葉県銚子市」だが、中学時代に「神栖市立波崎第四中学校」に在籍。

2021年（2年目）
- 鴨川実歩 - 女子サッカー選手。WEリーグ ジェフユナイテッド市原・千葉レディース所属し、小学生時代には地元サッカーチームに在籍。